# Revista Complutense de Historia de América
Cuadernos de Historia Contemporánea es una revista científica arbitrada de historia.

## Historia
Editada por el Servicio de Publicaciones de la Universidad Complutense de Madrid, y administrada por el Departamento de Historia de América de la Facultad de Geografía e Historia de dicha universidad, fue fundada en 1981 con la denominación inicial de Quinto Centenario; a partir del número 17 se llamó con su nombre actual. De periodicidad anual, en sus comienzos tenía periodicidad semestral.